# Соколовка (Сарапульський район)
Соколо́вка (Сокол, рос. Соколовка) — присілок в Сарапульському районі Удмуртії, Росія.

## Населення
Населення становить 767 осіб (2010, 707 у 2002).
Національний склад (2002):
- росіяни — 84 %

## Історія
1965 року до Соколовки був переведений дитячий будинок із присілку Мукші Якшур-Бодьїнського району, який згодом перетворений у школу-інтернат.

## Урбаноніми[3]
- вулиці — 40 років Перемоги, Дружби, Зелена, Миру, Нагірна, Радянська, Садова, Трактова, Шкільна
- провулки — Будьонного, Радянський, Трактовий

## Відомі люди
В присілку народились:
- Антропов Анатолій Степанович — учасник Другої Світової війни, повний кавалер ордена Слави
- Антропов Костянтин Васильович — учасник Другої Світової війни, організатор сільського господарства, депутат Верховної Ради Удмуртської АРСР
- Антропов Костянтин Григорович — російський автогонщик, майстер спорту міжнародного класу